# Provincia Antofagasta
Antofagasta (Provincia de Antofagasta) este o provincie din regiunea Antofagasta, Chile, cu o populație de 359.353 locuitori (2012) și o suprafață de 67813,5 km2.